# Tweede Kamerverkiezingen in het kiesdistrict Kampen (1848-1850)
Tweede Kamerverkiezingen in het kiesdistrict Kampen geeft een overzicht van verkiezingen voor de Nederlandse Tweede Kamer in het kiesdistrict Kampen in de periode 1848-1850.
Het kiesdistrict Kampen werd ingesteld na de grondwetsherziening van 1848. Tot het kiesdistrict behoorden de volgende gemeenten: Ambt Vollenhove, Blankenham, Blokzijl, Genemuiden, Giethoorn, Grafhorst, Kampen, Kamperveen, Kuinre, Oldemarkt, Schokland, Stad Vollenhove, Steenwijk, Steenwijkerwold, Wanneperveen, Wilsum, IJsselmuiden en Zwartsluis.
Het kiesdistrict Kampen vaardigde in deze periode één lid af naar de Tweede Kamer.
Legenda
- vet: gekozen als lid van de Tweede Kamer.

## 30 november 1848
De verkiezingen werden gehouden na ontbinding van de Tweede Kamer, na inwerkingtreding van de herziene grondwet.
|                        | 30 november |
| ---------------------- | ----------- |
| Kiesgerechtigden       | 671         |
| Opkomst                | 560         |
| Geldige stemmen        | 549         |
| Blanco stemmen         | 6           |
| Kandidaten             |             |
| A.J. Duymaer van Twist | 376         |
| J.C. Bijsterbos        | 112         |
| J.A. Duymaer van Twist | 9           |
| H. Jacobson            | 9           |
| J. Cornelissen         | 7           |

## Opheffing
In 1850 werd het kiesdistrict Kampen opgeheven. De gemeenten die deel uitmaakten van het kiesdistrict werden toegevoegd aan het nieuw ingestelde kiesdistrict Steenwijk (Ambt Vollenhove, Blankenham, Blokzijl, Giethoorn, Kuinre, Oldemarkt, Stad Vollenhove, Steenwijk, Steenwijkerwold, Wanneperveen en Zwartsluis) en aan het al bestaande kiesdistrict Zwolle dat werd omgezet in een meervoudig kiesdistrict (overige gemeenten).